# イスマイル・アー教団
イスマイル・アー教団（İsmailağa Cemaati）は、マフムト・ウスタオスマンオール師がイスタンブールのファーティヒ・チャルシャンバ地区のイスマイル・アー・モスクを中心に組織したナクシュバンディー教団の一派。教団の名前はイスマイル・アー・モスクからとられた。

## 概説
指導者は、1954年の引退後、1996年までイスマイル・アー・モスクのイマームであったマフムト・ウスマンオール師で、教団のメンバーにより「エフェンディ・ハズレットレリ」という名で呼ばれている。教団は自らをスンニ派のイスラム教徒学会または同胞団と呼ぶ。
教団の男性らはスンニ派に象徴される長い髭で、ジュッベ（法衣）・シャルヴァル（もんぺや袴のような衣服）を着用し、礼拝時にはターバンを巻く。また教団のほとんどの女性がチャルシャフ（ヒジャブ）をまとう。
メディアではイスマイル・アー・モスクで1998年のフズル・アリ・ムラトオール（マフムト・ウスタオスマンオールの娘婿）の殺人事件や2006年のバイラム・アリ・オズトゥルクの殺人事件が話題となった。
「ジュッベリ（法衣を纏った）・アフメト」として知られるアフメト・マフムト・ウンリュ、アブドゥルメティン・バルカンルオール、メフメト・タル、ヒュサメッティン・カンルオール、アブドゥッラー・ヒチドンメズ、ファーティヒ・カレンデル、ムハンメト・イェルケンジなどが教団のメンバーであるとされる。
イスマイル・アー教団はイスマイル・アー・モスクでの奉仕活動をする行うイスマイル・アー研究・奉仕財団やイスマイル・アー奉仕協会を設立した。このモスクや同地域のチャルシャンバ地区の他のモスクに共鳴した人々がイマームとして働き、近隣のモスクで活動を行っている。イスマイル・アー教団は国内に100万以上のメンバーがおり、創始者であるマフムト・ウスタオスマンオールがイスラーム知識人から世界的に受け入れられた知識人であるうえ、他国の政府関係者であるイスラーム知識人から訪問を受けているため、トルコの最も影響力のある教団の一つとされている。